# Buffalo Bills 2001
La stagione 2001 dei Buffalo Bills è stata la 32ª della franchigia nella National Football League, la 42ª incluse quelle nell'American Football League. Nella prima stagione sotto la direzione del capo-allenatore Gregg Williams la squadra ebbe un record di 3 vittorie e 13 sconfitte, piazzandosi quinta nella AFC East e mancando i playoff per il secondo anno consecutivo.

## Roster
| Roster dei Buffalo Bills nel 2001 |
| --- |
| Quarterback - 5 Travis Brown - 11 Rob Johnson - 10 Alex Van Pelt Running Back - 38 Shawn Bryson - 37 Larry Centers FB - 41 Phil Crosby - 20 Travis Henry - 33 Sammy Morris Wide Receiver - 89 Avion Black - 84 Reggie Germany - 86 Jeremy McDaniel - 80 Eric Moulds - 81 Peerless Price Tight End - 88 Sheldon Jackson - 85 Jay Riemersma Offensive Linemen - 79 Ruben Brown G - 65 Jon Carman T - 63 Bill Conaty C - 70 John Fina T - 67 Craig Heimburger G - 71 Corey Hulsey G - 75 Jonas Jennings T - 68 Morris Unutoa C - 60 Jerry Ostroski G - 74 Marques Sullivan G Defensive Linemen - 98 Ron Edwards DT - 95 Bryce Fisher DE - 96 Erik Flowers DE - 90 Phil Hansen DE - 97 Leif Larsen DT - 77 Kendrick Office DE - 91 Shawn Price DT - 92 Tyrone Robertson DE - 94 Aaron Schobel DE - 93 Pat Williams DT Linebacker - 55 Jay Foreman OLB - 99 Fred Jones OLB - 53 Keith Newman OLB - 51 DaShon Polk OLB - 58 Brandon Spoon MLB - 57 Kenyatta Wright MLB Defensive Back - 29 Keion Carpenter FS - 22 Nate Clements CB - 25 Tony Driver CB - 38 Raion Hill SS - 27 Ken Irvin CB - 23 Pierson Prioleau SS - 28 Travares Tillman FS - 21 Chris Watson CB - 26 Antoine Winfield CB Special Team - 9 Jake Arians K - 17 Shayne Graham K - 8 Brian Moorman P - 87 Dan O'Leary LS Lista delle riserve - 72 Kris Farris T (IR) - 56 Sam Cowart MLB (IR) Squadra di allenamento - 24 David Dinkins RB |
| Legenda - I rookie sono in corsivo. - Il primo ruolo è il principale mentre gli eventuali successivi indicano i ruoli secondari. - (IR) sta per Injured Reserve ed indica la lista ristretta per un solo giocatore infortunato che può tornare ad allenarsi dopo la settimana 6 e a rientrare in prima squadra dopo che questa ha giocato 8 partite. - (NF-Inj.) / (NF-Ill.) stanno rispettivamente per Non-Football Injured e Non-Football Illness ed indicano le liste dove viene inserito un giocatore che ha un infortunio o una malattia non dipendente dal football americano. - (PUP) sta per Physically Unable to Perform ed indica la lista dove viene inserito un giocatore mentre è in attesa di recuperare la condizione fisica. Nella stagione regolare dopo la sesta partita giocata dalla propria squadra, il giocatore ha tempo tre settimane per riprendere ad allenarsi, più tre settimane aggiuntive dal suo rientro agli allenamenti per rientrare in prima squadra. |

Fonte:

## Calendario
| Stagione regolare |                    |                         |                    |                    |                      |                    |                    |
| Turno             | Data               | Avversario              | Risultato          | Record             | Stadio               | Ora (EST)          | Pubblico           |
| 1                 | 9 settembre 2001   | New Orleans Saints      | S 6–24             | 0–1                | Ralph Wilson Stadium | FOX 1:00PM EST     | 71,447             |
| 2                 | 23 settembre 2001  | at Indianapolis Colts   | S 26–42            | 0–2                | RCA Dome             | CBS 1:00PM EST     | 56,135             |
| 3                 | 30 settembre 2001  | Pittsburgh Steelers     | S 3–20             | 0–3                | Ralph Wilson Stadium | CBS 1:00PM EST     | 72,874             |
| 4                 | 7 ottobre 2001     | New York Jets           | S 36–42            | 0–4                | Ralph Wilson Stadium | CBS 4:05PM EST     | 72,654             |
| 5                 | Settimana di pausa | Settimana di pausa      | Settimana di pausa | Settimana di pausa | Settimana di pausa   | Settimana di pausa | Settimana di pausa |
| 6                 | 18 ottobre 2001    | at Jacksonville Jaguars | V 13–10            | 1–4                | Alltel Stadium       | ESPN 8:30PM EST    | 58,893             |
| 7                 | 28 ottobre 2001    | at San Diego Chargers   | S 24–27            | 1–5                | Qualcomm Stadium     | CBS 4:15PM EST     | 63,698             |
| 8                 | 4 novembre 2001    | Indianapolis Colts      | S 14–30            | 1–6                | Ralph Wilson Stadium | CBS 1:00PM EST     | 63,786             |
| 9                 | 11 novembre 2001   | at New England Patriots | S 11–21            | 1–7                | Foxboro Stadium      | CBS 1:00PM EST     | 60,292             |
| 10                | 18 novembre 2001   | Seattle Seahawks        | S 20–23            | 1–8                | Ralph Wilson Stadium | CBS 1:00PM EST     | 60,836             |
| 11                | 25 novembre 2001   | Miami Dolphins          | S 27–34            | 1–9                | Ralph Wilson Stadium | CBS 1:00PM EST     | 73,063             |
| 12                | 2 dicembre 2001    | at San Francisco 49ers  | S 0–35             | 1–10               | 3Com Park            | ESPN 8:30PM EST    | 67,252             |
| 13                | 9 dicembre 2001    | Carolina Panthers       | V 25–24            | 2–10               | Ralph Wilson Stadium | FOX 1:00PM EST     | 44,549             |
| 14                | 16 dicembre 2001   | New England Patriots    | S 9–12             | 2–11               | Ralph Wilson Stadium | CBS 1:00PM EST     | 45,527             |
| 15                | 23 dicembre 2001   | at Atlanta Falcons      | S 30–33            | 2–12               | Georgia Dome         | CBS 1:00PM EST     | 43,320             |
| 16                | 30 dicembre 2001   | at New York Jets        | V 14–9             | 3–12               | The Meadowlands      | CBS 1:00PM EST     | 78,200             |
| 17                | 6 gennaio 2002     | at Miami Dolphins       | S 7–34             | 3–13               | Pro Player Stadium   | CBS 4:15PM EST     | 73,428             |

## Classifiche
| AFC East                 |    |    |   |      |     |     |     |
|                          | V  | S  | P | %    | PF  | PS  | STR |
| (2) New England Patriots | 11 | 5  | 0 | .688 | 371 | 272 | V6  |
| (4) Miami Dolphins       | 11 | 5  | 0 | .688 | 344 | 290 | V2  |
| (6) New York Jets        | 10 | 6  | 0 | .625 | 308 | 295 | V1  |
| Indianapolis Colts       | 6  | 10 | 0 | .375 | 413 | 486 | V1  |
| Buffalo Bills            | 3  | 13 | 0 | .188 | 265 | 420 | S1  |